# Lidia Poët
Lidia Poët (Perrero, Piamonte, 26 de agosto de 1855-Diano Marina, 25 de febrero de 1949) fue la primera abogada italiana moderna. Su inhabilitación dio lugar a un movimiento para permitir que las mujeres ejercieran la abogacía y ocuparan cargos públicos en Italia.

## Biografía
Nacida en 1855 en la aldea de Traversella, perteneciente a la localidad de Perrero, en el valle de Germanasca, en el lugar de una familia acomodada de confesión valdense. Siendo adolescente se mudó con su familia a Pinerolo, donde residía su hermano mayor, Giovanni Enrico, que era propietario de un bufete de abogados. Asistió al «Collegio delle Signorine di Bonneville» en Aubonne (Suiza) donde obtuvo el título de Maestra Superiore Normale y tres años después el de Maestra de inglés, alemán y francés. Después regresó a Pinerolo, donde continuó sus estudios. En 1877 obtuvo su diploma de secundaria en la escuela Giovanni Battista Beccaria en Mondovì. Al año siguiente, se matriculó en la Facultad de Derecho de la Universidad de Turín.
Se licenció en derecho el 17 de junio de 1881 tras defender una tesis sobre la condición de la mujer en la sociedad y sobre el derecho al voto de la mujer. En los dos años siguientes, ejerció la abogacía en Pinerolo, en la oficina del abogado y senador Cesare Bertea, y asistió a las sesiones de los tribunales.

## Carrera
Después de completar su educación, aprobó el examen de calificación en la profesión legal y solicitó ingresar en la Orden de Abogados y Fiscales de Turín. A la solicitud se opusieron los abogados Desiderato Chiaves, exministro del Interior, y Federico Spantigati, quien, en protesta, renunció a la orden después de que la moción fuera sometida a votación y aceptada. El presidente Saverio Francesco Vegezzi y otros cuatro concejales (Carlo Giordana, Tommaso Villa, Franco Bruno y Ernesto Pasquali) se mostraron a favor de la adhesión, precisando que «según las leyes civiles italianas, las mujeres son ciudadanas como los hombres». El 9 de agosto de 1883, Lidia Poët se convirtió en la primera mujer admitida para ejercer la abogacía.
El Fiscal General del Reino recurrió la decisión ante el Tribunal de Apelación de Turín. El 11 de noviembre de 1883, la Corte de Apelaciones accedió a la solicitud del fiscal y ordenó su eliminación del registro. Lidia Poët presentó un recurso ante el Tribunal de Casación, el cual confirmó la decisión del Tribunal de Apelación, declarando que «las mujeres no pueden ejercer la abogacía». El argumento que esgrimieron fue que la profesión de abogado debía ser calificada como «cargo público», lo que implicaba una evidente exclusión, dado que la admisión de mujeres a los cargos públicos debía estar expresamente prevista en la ley y, si esta guardaba silencio —como en el caso de la ley de abogacía—, no era posible interpretar el silencio del legislador como una admisión. Esta cancelación provocó un intenso debate donde la mayoría de los periódicos italianos apoyaban que las mujeres pudieran tener roles públicos.

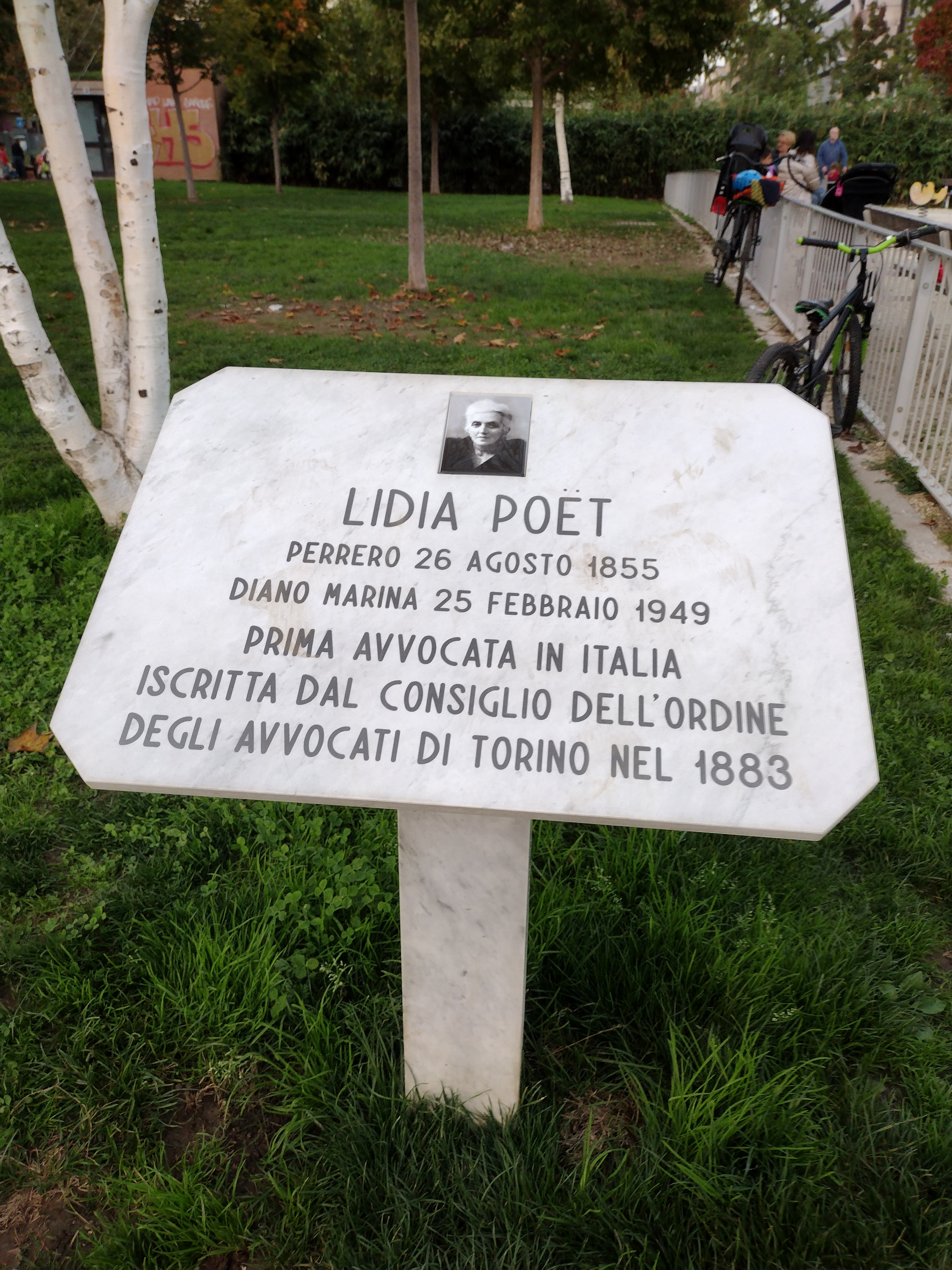
Placa conmemorativa de Lidia Poët

Lidia Poët no pudo ejercer plenamente su profesión a causa de su exclusión en la Orden de Abogados de Turín. Sin embargo, colaboró con su hermano Giovanni Enrico, siendo muy activa en la defensa de los derechos de los menores, de las mujeres y de los marginados y apoyando también el sufragio femenino. Participó en varios congresos penitenciarios internacionales, donde se trataban los asuntos de los derechos de los reclusos y los menores. Asimismo, trabajó por la emancipación de la mujer integrándose en el Consejo Nacional de Mujeres Italianas (CNDI) desde su fundación en 1903 y se encargó de dirigir el trabajo de la sección jurídica en los primeros congresos, los de 1908 y 1914.
Al final de la Primera Guerra Mundial, la Ley número 1176 del 17 de julio de 1919, conocida como ley Sacchi, abolió la autorización marital y permitió a las mujeres el acceso a los cargos públicos, excepto en el poder judicial, en la política y en los cargos militares, por lo que, en 1920, a la edad de 65 años, Lidia Poët se convirtió en la primera mujer abogada de Italia, ingresando en la Orden de Abogados y Fiscales de Turín.
En 1922 se convirtió en la presidenta del comité provoto de mujeres de Turín.
Murió en Diano Marina a los 93 años el 25 de febrero de 1949 y fue enterrada en el cementerio de San Martino en Perrero (Italia).

## Reconocimientos
El 28 de julio de 2021, el Consejo del Colegio de Abogados de Turín le dedicó una placa conmemorativa en los jardines del Palacio de Justicia.
Una escuela en Pinerolo y una en Frossasco tienen su nombre. Las ciudades de Livorno y San Giovanni Rotondo le han dedicado una calle.
En 2023 se estrenó en Netflix la serie La ley de Lidia Poët, basada en su figura, protagonizada por Matilda De Angelis.